# Пиростегия очаровательная
Пиростегия очаровательная, или Пиростегия красивая (лат. Pyrostegia venusta), — вид растений рода Пиростегия (Pyrostegia) семейства Бигнониевые (Bignoniaceae).

## Ботаническое описание
Вечнозелёная, сильно одревесневающая, вьющаяся лиана, до 5 м длиной и больше, в природе иногда достигающая вершин высоких деревьев или покрывающая дома в населённых пунктах. Веточки голые, с немногочисленными трихомами в узлах, от рассеянных до густо-коротковолосистых или опушенных, межчерешковные железистые поля отсутствуют, межчерешковый гребень отсутствует. Листья 2-листные, часто с верхушечным тройчатым концевым усиком (концы редко разветвляются, раздвоенные или тройчатые), или листья 3-листные. Черешки 1—4 см длиной, густо опушенные, в адаксиальном канале волосистые или голые. Листочки яйцевидные (редко ланцетные), слегка неравносторонние, 2,5—11,5 см длиной, 1,2—6 см шириной, кожистые (реже бумажистые), снизу 3—5 пар боковых жилок, густо-коротковолосистые или голые, усеянные просвечивающими точками, часто особенно заметные абаксиально, с крупными железами в пазухах нижних боковых жилок, основание округлое или усеченное (редко сердцевидное), верхушка коротко заостренно-остроконечная (тупо-остроконечная или заостренная).
Цветки оранжевые, собраны в верхушечные или пазушные почти густые зонтиковидные метелки, цветонос и прицветники от почти голых до густоопушённых или волосистых, трихомы первоначально перпендикулярны поверхности. Чашечка колокольчатая (3) 4—7 мм длиной с очень короткими зубцами около 0,5 мм длиной, с редкими чешуйками, от голой до густой, коротковолосистой или опушённой, на вершине реснитчатая. Венчик узкий трубчато-воронковидный, восково-оранжевый или красновато-оранжевый (реже жёлтый или красный); трубка (редко 2,7) 4—7 см длиной, 2—5 мм шириной в основании, 8—13 мм шириной у устья, внутри и ниже места прикрепления тычинок и стаминодия, снаружи голая; доли венчика продолговатые, 1—1,8 см длиной, 0,3—0,7 см шириной, опушенные на верхушке и по краям. Тычинки прикреплены на расстоянии 1,3—3,5 см от основания трубки венчика, стаминодии вставлены (редко на 0,8) на 1,2—1,6 см выше места прикрепления более высоких тычинок, тычиночные нити (редко 2,6) 3,2—5,2 см, теки субпараллельны (редко 3) 4—6,3 мм, стаминодии 1—8 мм (редко развивающийся пыльник, а затем такой же длины, как и тычинки, прикрепленные к ним). Диск 1—3 мм длиной, 2—3 мм шириной. Пестик 4,6—8,5 см длиной, завязь 4—6,5 длиной, около 1 мм шириной, доли рыльца широкояйцевидные, яйцевидные, округлые или широкопродолговатые. Плоды — гладкие, коричневые, плоские, линейные, коробочки, 16—33 см длиной, 1,2—1,6 см шириной, средняя жилка выражена, но не сильно заметна, основание клиновидное, верхушка остроконечная. Семена крылатые, около 0,9 см длиной, 1 см шириной, слегка двулопастные, с буроватыми прозрачными крыльями. В природе в Америке опыляется птицами колибри, в других местах, вероятно, нектарницами. Цветёт с зимы до весны, плодоносит с июля по декабрь.

## Распространение
Естественный ареал этого вида простирается от Мексики до тропической Южной Америки (Атлантический океан и южная Бразилия, от Пиауи до Риу-Гранди-ду-Сул, южный Парагвай и северо-восточная Аргентина). Произрастает в основном во влажных тропических биомах. Она часто встречается в нарушенных полувечнозеленых лесах или серрадо, на высотах 70—1300 м на уровнем моря, но обычно произрастает на высоте ниже 1000 м.
Этот вид дичает и даже натурализовался в некоторых районах в Восточной Австралии, Восточной Африке и на юго-востоке США.

## Применение
Культивируется как декоративное растение во всех тропиках и субтропиках, это одно из наиболее широко распространённых эффектных вьющихся растений. Также используется в качестве лекарственного средства и для получения продуктов питания.

## Синонимы
- Bignonia ignea Vell. (1829)
- Bignonia tecomiflora Rusby (1896)
- Bignonia tubulosa Klotzsch (1849)
- Bignonia venusta Ker Gawl. (1818)basionym
- Jacaranda echinata Spreng. (1825)
- Pyrostegia amabilis Miers (1863), nom. nud.
- Pyrostegia dichotoma Miers ex K.Schum. (1894)
- Pyrostegia ignea (Vell.) C.Presl (1844) — Пиростегия пламенная[3]
- Pyrostegia ornata Miers (1863), nom. nud.
- Pyrostegia pallida Miers (1863), nom. nud.
- Pyrostegia parvifolia Miers (1863), nom. nud.
- Pyrostegia puberula Miers (1863), nom. nud.
- Pyrostegia reticulata Miers (1863), nom. nud.
- Pyrostegia tecomiflora (Rusby) K.Schum. ex Urb. (1916)
- Pyrostegia tubulosa (Klotzsch) Bureau & K.Schum. (1897)
- Tecoma venusta (Ker Gawl.) Lem. (1843)
- Tynanthus igneus (Vell.) Barb.Rodr. (1891)